# Peter Kronheimer
Peter Benedict Kronheimer (ur. 1963) – brytyjski matematyk, znany z prac w dziedzinie teorii pola z cechowaniem i jej zastosowania do trój- i czterowymiarowej topologii. Obecnie jest profesorem na Harvard University.
Rozprawę doktorską pt. Ale Gravitational Instantons napisał na Uniwersytecie w Oxfordzie pod kierunkiem Michaela Atiyah.
W 1991 roku otrzymał Oberwolfach Prize. W 1990 wygłosił wykład sekcyjny, a w 2018 wykład plenarny na Międzynarodowym Kongresie Matematyków.